# Tóth Zoltán (zenész, 1966)
Tóth Zoltán András (Szikszó, 1966. május 13. –) magyar zenész, dalszerző-szövegíró, gitáros, énekes, hangszerelő, hangmérnök, a Republic együttes alapító tagja, korábbi gitárosa.

## Gyermekkora
Édesapja Tóth Zoltán Endre matematikát és kémiát oktatott a helyi iskolában, édesanyja, Vavrek Margit, a helyi postán volt hivatalvezető. Bátyja Boldogkői Zsolt (született Tóth Zsolt) biológus.
Gyerekkorát előbb Selyeben, majd Fonyban töltötte. 1971-től édesanyja rokonságához költöztek a Zemplén megyei Boldogkőváraljára. Szüleivel, négy testvérével, és anyai nagyszüleivel élt.

## Zenei pályafutása

### Kezdetek
A zenéhez való vonzódása, érzéke már egész kisgyerek korában megmutatkozott, előbb harmonikán, majd citerán, később egy édesapjától ajándékba kapott bendzsón tanult meg játszani. Hetedikesként Abaújszántóra, kollégiumba került, ahol a Beatles hatására vett a kezébe először gitárt. Még egy nagy kedvence volt az általános iskola felső tagozatától, az ABBA zenéje, sok zenei fordulatot innen tanult el. Ezután Tokajba került gimnáziumba, ahol bevették egy főként Beatlest játszó, gimnazistákból álló zenekarba szólógitárosként. Ekkoriban ismerkedett meg a Shadows együttes zenéjével, ami nagy hatást tett rá. Akkori korosztálya már rockzenén nevelkedett, ő viszont még mindig a 15-20 évvel azelőtti zenei stílus, a beatzene hatása alatt volt, és a társai által hallgatott rockzenéből is inkább a lírát próbálta kiszedegetni. Két év után megszűnt a tokaji kollégium, így átkerült Miskolcra, a Kossuth Lajos Gimnázium és Pedagógiai Szakközépiskolába. Nem sokkal tizennyolcadik születésnapja után egy basszusgitáros barátja révén, egy beugrás után került a Help együttesbe, mellyel bálokon, lakodalmakban játszott.

### Republic
Sorkatonai szolgálatát Marcaliban töltötte le. Ez alatt is folytathatta a zenélést, báli zenekarban, akárcsak a miskolci egyetemi első hónapjai alatt, de ekkor már tudatosan készült arra, hogy gitáros lesz. Fél év után otthagyta az egyetemet. Ezután édesapja hatására a nyíregyházi tanárképzőn matematika-technika szakon két évig tanult, levelező tagozaton. Ekkor már egy saját dalokat játszó, ismertebb zenekarok előzenekaraként és fesztiválokon is megmutatkozó rockzenekar, a Balatonszelet szólógitárosa, de Hammond-orgonán is játszott. Itt ismerte meg a Republic korábbi dobosát, Szilágyi 'Bigyó' Lászlót.
Nem sokkal később a zenekar billentyűsével, Rajkó Zsolttal 'elszöktek' Budapestre szerencsét próbálni. Egy évet töltöttek munkásszálláson. Tóth Zoltán ekkor egy újpalotai iskolában tanított, miközben barátjával lakodalmakban léptek fel. A rendszerváltás, Ausztria felé való határnyitás után végre egy kicsit jobb anyagi helyzetbe kerültek, egy bérelt helyiségben összeraktak egy kis egyszerű demó-stúdiót. Ekkor Szilágyi 'Bigyó' László elhozta egy gyerekkori barátját, Cipőt, ahol is megalakult, majd szépen lassan összeállt egy zenekar, a Republic, melyhez napokon belül csatlakozott Bali Imre (Rece apó). Megszülettek az első dalok: Ahogy a halak, Meleg és boldog. Az első rövid fellépés hamarosan következett a hajdani Petőfi csarnokban (ezen már Zsolt nem vett részt, nem költözött végül Budapestre). 1990 február 23-án került a zenekarhoz az utolsó szükséges hangszeres zenész (basszusgitár), így lett teljes a csapat. A következő időkben próbák, zenei alapok lerakása, sőt egy-két "lakás-koncert" következett. Lassan kialakult a kép, a stílus határvonalai. Majd 23 erős és hiteles év.

### Önállóan
Bódi László Cipő 2013 márciusi tragédiája után Tóth Zoltán nem csatlakozott a zenekar folytatásának tervéhez, mivel azt nem érezte méltónak a Republic örökségéhez, így az új énekessel felálló formációt inkább hátrahagyva, szólópályafutás mellett döntött. Ennek eredménye a GrundRecords gondozásában 2013. október 18-án megjelent tizenkét saját dalt tartalmazó Húsvéti hó című album.
Miután volt zenésztársaival minden együttműködést megszüntetett, Köztársaság Park néven új zenekart alapított, valamint zenész barátaival szólóesteket tartott a múlt és jelen dalaiból, a klubkoncert-sorozathoz készült elektroakusztikus hangszerelésben.
2014 március 14-én a teltházas Papp László Budapest Sportaréna színpadán Koncz Zsuzsa egy Bródy János által írt szerzeménnyel (Nyáréjszakán a 67-es úton) emlékezett meg Bódi László Cipőről, ebben a dalban Tóth Zoltán gitáron játszott. A dal hatalmas tapsot kapott. Koncz Zsuzsa így mutatta be Őt: "Tóth Zoltán, Cipő legközelebbi munkatársa, szerzőtársa, a dalainak hangszerelője, a legjobb barátja."
2014 szeptemberében egy régi Republic dalt dolgozott fel a zenekarával, majd év végén egy lírai szerzeménnyel jelentkezett Napforduló címmel, melyhez videóklip is készült.
A Bolhapiac Tündérei avagy "A Mosolygó Idő szimfóniája" 2015.május 5-én jelent meg. Tóth Zoltán András hangszeres albuma elektromos, ütős, népi és klasszikus hangszereket vonultat fel.
A Bolhapiac Tündérei 2 "Képeslapok" címmel a hangszeres album folytatása 2016. október 28-án került a piacra. Az album első videóklipje Kárpátok virága címmel látható.
Ezzel párhuzamosan 2017 februárjától zenészbarátaival újra visszatért a Republic dalokhoz, népszerűségét és dalainak azóta is tartó sikerét gyorsan fogyó jegyeladások, lelkes rajongók által látogatott, telt házas koncertek jelzik.
Tóth Zoltán élőben két formációban lép fel jelenleg. Mindkettőben erősen benne van a régi repertoár megidézése. Az Ex-Republic Exkluziv trióban több kevésbé ismert Republic-dalt játszik Földes Máté (ének, billentyű) és Csintalan György (dob) társaságában. A másik, Kék és Narancssárga Produkció, egy miskolci, eredeti Republic tisztelő emlékzenekarból alakult Tóth Zoltán csatlakozásával.
Az elmúlt időszak emellett további instrumentális és szimfonikus zeneművek komponálásával telt, és elkészült A pillanat lélegzete címmel a vonós hangszerekre írt kamaraszimfónia is.
2019 novemberében a Republic együttestől felkérést kapott, hogy a zenekar 30 éves jubileumi Aréna koncertjén fellépjen velük,
de ezt is (mint minden más, előző megkeresést tőlük) elutasította.
Földes Máté Mohikán zenekaros elfoglaltsága miatt az Exkluziv trió feloszlott, de Máté gyakori fellépő vendége a Kék és Narancssárga Produkció koncertjeinek, valamint Tóth Zoltán más zenei felvételeit is színesíti billentyűs hangszerével.
A Kék és Narancssárga Produkció énekesét Cipő egy újra felvett dalával – A madárjós vakáción – mutatta be a nagyközönségnek. A csapat decemberben két új dalt – A szív idetalál, Körben a víz – rögzített, utóbbihoz videóklip is készült. A februári miskolci Kocsonyafesztiválon hatalmas tömeg előtt lépett fel a zenekar, a koncert hangulatát a következő videóklip idézi fel.
Tóth Zoltán márciustól több országos és online médiában mutatta be együttesét és beszélt a Republic korszak utáni zenei pályafutásáról.
Az élőzenei fellépések kényszerű leállása alatt Tóth Zoltán továbbra is alkot, egy Republic dal (Adj erőt és adj időt) hangszeres feldolgozása került fel a közösségi médiába.

Májusban a Kék és Narancssárga Produkció egy újabb dala látott napvilágot, Prérivadász (A szél hozzám ér) címmel.
A nyár is dalszerzéssel telt, Kékfestő Műhely néven egy duett formáció alakult, melynek bemutatkozó albuma 2020. december elején jelent meg. Az első két klip Trianon és Elered az eső címmel látható.
2021 júniusának első napjaiban László Attila felkérésére közös felvétel született Tóth Zoltán Aki az én barátom című szerzeményéből.
A nyár további része és a szeptember a Kék és Narancssárga Produkció szabadtéri koncertjeivel telt el, majd október első heteiben Tóth Zoltán több más zenei fellépésen is szerepelt, két alkalommal a Mohikán zenekar frontemberét helyettesítette, valamint Szabó András (hegedűs) meghívta őt a Gépfolklór együttes jubileumi koncertjére.
Ezután a Kékfestő album egy újabb dala – Október (Mint egy hosszú pillantás) – kapott képi megjelenítést.
Az adventi időszak három újabb felvételt hozott, a Kék és Narancssárga Produkció Körben a víz dalának egy korábbi, még hangszeres verzióját, aztán a Kékfestő Műhely a Farkashold (Dark Moon Rising) c. film vége-főcím zenéjére írt magyar szöveggel vett fel dalt Bennünk sír a Hold címmel, majd Tóth Zoltán Galambos Tomi karácsonyi gondolatait foglalta dalba, melynek a Hull a hó, és innen látom címet adta.
A 2022-es év ismét sikeres koncerteket hozott, az egyik fellépésen László Attila újabb közös Republic dalra kérte fel, az Emberlelkű földeken felvétele augusztusban került fel a zenemegosztóra. 2023 április végén az első közös – tavaszköszöntő – koncertjüket a mezőtárkányi templomban adták.
A Republic egykori, egyedi és pótolhatatlan dalszerzője és énekese, Cipő 10 éve hagyott itt minket. Május 5-én Kistarcsán emlékkoncertet tartottak a tiszteletére, ahol a Kék és Narancssárga Produkció és sok más ismert előadó (többek között Fenyő Miklós, Bródy János, Halász Judit, Jávori Ferenc "Fegya", László Attila, Mülhauser Martina és Rózsa György, Zajácz Zoltán és Hlavács Attila, Bali Imre "Rece apó" és Szabó "Bundás" András) is fellépett, Cipő szerzeményeivel és a neki írt emlékdalokkal. Tóth Zoltán szinte mindvégig a színpadon volt, és gitáron kísérte a fellépőket.
Május 7-én pedig Szigetcsépen, Bódi László Cipő személyes tárgyaival berendezett emlékszoba megnyitóján zenész barátaival emlékezett meg dalszerző társáról és barátjáról.
2022 őszén a zenekar logóján "A régi nagy dalok" helyett "Republic dalcirkusz" felirat jelent meg, így az őket  koncertre meghívók is bátrabban kezdték plakátjaikon alkalmazni a Republic feliratot. 2023 augusztus végén egy ilyen félreértés miatt a Republic zenekar közösségi oldalain támadást indított Tóth Zoltán ellen, amiről elsőként a Ripost tudósított. A cikkben őt vádolták Cipő haláláért, de ez nem volt igaz.
Az RTL Fókusz műsorában Boros Csaba a "Republic 1990-2013" védjegyet is kifogásolta, de azt Tóth Zoltán még 2019-ben szabadalmaztatta.
Október 14-én Kisvárdán több helyszínen tartottak megemlékezést Cipőről, gravírozott táblaképet és egy Róla elnevezett emlékhelyet, sétányt avattak fel a Republic egykori, egyedi és pótolhatatlan dalszerzőjének és frontemberének tiszteletére
A város vezetősége nem a jelenlegi Republic zenekart, hanem a Kék és Narancssárga Produkciót kérte fel az emléknapot lezáró esti koncertre, ahol Cipő néhány régi zenésztársa is színpadra lépett.
Advent első vasárnapján Galambos Tomi jókívánságai alapján Bárcsak (Ünnepek dala) címmel – Simon-Juhász Eszter és Földes Máté közreműködésével – újabb szerzeménye került fel a zenemegosztóra.
A kanizsai Panda Rádió Premier portréműsorában
Tóth Zoltánt a zenei pályafutásáról kérdezték, a Magyar zene oldalán pedig a dalszerzésről beszélt.
Áprilisban a Retro Rádió Abaházi Presszó műsorában volt vendég, ahol eddigi zenei életútjáról és Bódi László Cipővel való különleges kapcsolatáról esett szó.
Júliusban a HIR TV Napindító adásában beszélt az önvalójában már nem létező, eredeti, legendás, régi Republic együttesről és annak leszármazotti és tribute zenekarairól.
Néhány nappal később a Rádió Bézs Eklektika műsorában Tóth Zoltán eddigi zenei életpályáját is átfogó kötetlen beszélgetésben vett részt.
A következő interjút a zene.hu oldalon adta, ahol többek között Bódi László Cipővel közös örökségükről, a koncertek hangulatáról és a közönség visszajelzéseiről beszélt.
A vajdasági koncert előtt a Szabadkai Magyar Rádió készített vele riportot, majd az Index és a Kultura oldalain olvashattuk a Magyar Popkulturális Értéktár írását.
Szeptember végén egy új instrumentális szerzeménye került fel a közösségi oldalra Októberi takaró... címmel, a klip a természet őszi arcát mutatja be.
A bácskertesi koncert után készült interjú a vajdasági Magyar Szó hasábjain október elején jelent meg, ahol Tóth Zoltán a múltról és a jelenről, Republic időkről,  zeneköltészetről, a régi dalokból álló koncertjeik hangulatáról foglalta össze a gondolatait.
Novemberben a Kék és Narancssárga Produkció meghívást kapott a Petőfi Rádió Hajrá, Magyarok műsorába, a közel egy órába öt dal fért bele, a szünetekben Mák Kata beszélgetett a csapattal, közvetítve az élő adást hallgató lelkes rajongók üzeneteit.
Decemberben a Spirit FM KULT-ÓRA adásában Rónai Egon kérdezte Tóth Zoltánt a Republic utáni évekről és Bódi László Cipővel kapcsolatos gondolatairól. A műsorvezető facebook oldalán ezekkel a szavakkal vezette fel az interjút: "Egy lélekborzoló beszélgetés: Cipőre, a legendás énekes-szövegíróra emlékezik saját sorsa felett is töprengve a Republic egykor gitárosa, Tóth Zoltán."
Advent utolsó vasárnapján Ködlámpa (Tarts ezen az úton!) címmel újabb szerzeménye került fel a közösségi oldalára a Kék és Narancssárga Produkció előadásában. 
Január közepén új oldaláról mutatkozott meg, A lélek hangjai címmel Rózsa Gyuri gitárossal közösen népszerű filmzenéket, klasszikus dallamokat és világslágereket dolgoztak fel gitáron, de néhány saját szerzeményük is helyett kapott a különleges koncerten.
Pár nappal később Helmeczi Benjamin kérdezte őt a Republicos időkről, a régi dalok autentikus továbbviteléről, valamint a februári budapesti nagykoncertről és a készülő szerzeményeiről is szó esett.
A Hír TV interjújában Tóth Zoltán Bódi László Cipő szellemiségéről, életművéről, lélekmagasságáról beszélt.

## Diszkográfia

### Önálló albumai
- Húsvéti hó (2013)[76]
- A Bolhapiac Tündérei (2015-2016)

### Nem önálló album
- Jazz, pop, rock gitárszólók: Január húrjai[77]
- Kékfestő (2020)[78]

## Film és televíziós zenék
A rózsa vére (1998)

6ok kabarésorozat főcímdala (2004)

A Magyarország Története című ismeretterjesztő filmsorozat főcímzenéje (2009)

## Tóth Zoltán dalai mások albumain
Zenészként és zeneszerzőként Halász Judit két lemezén működött közre: Felhőnyalogató (Halász Judit és a Cipő CD, 2013), Nagymama névnapja (Kezdődhet a mulatság CD, 2014).

Koncz Zsuzsa 1997-es Ég és föld között albumán két Republic dal feldolgozást (Ég és föld között, Semmi sincs) hangszerelt újra és játszott fel.

Andorka Csilla 1998-as maxi CD-jére két szerzeménye került fel: Esős éj (zene), Idő óceán (zene-szöveg).

## Tóth Zoltán dalai a Republic és Cipő lemezein
| - Indul a mandula!!! (1990) a lemezen szereplő dalok hangszerelésében is közreműködött. Ezen az albumon a gitár mellett még Hammond-orgonán is játszott. - Gurul a kő - Hoppá-Hoppá!!! (1991) - Húzd barom, húzd - Megyek a sorban Cipővel közös szerzemények (Tóth Zoltán zenei ötletére Cipő írt dalszöveget). - Én vagyok a világ (1992) Ezen az albumon bontakozott ki igazán Tóth Zoltán lírai énje, három instrumentális, egy punkos gyors dallal és népdalfeldolgozásokkal: - Tavaszi szél - Kék ibolya - Valahonnan valahová - Törjön szét - Hahó öcsi!!! (1993) - Ne sírj kedves - Fényes utakon - Csillagok csillagok - Disco (1994) - Végtelen történet - A Cipő és a Lány – Amsterdam (1995) Cipő szólólemezén akusztikus és elektromos gitáron, valamint szintetizátoron működött közre. - Tüzet viszek (1995) - Napliget - Álmot ígér ez a hajnal - Felhők - Október 67 - Két nehéz nap éjszakája (1996) Koncertlemez, amire Tóth Zoltán szerzeményei közül felkerült: - Húzd barom, húzd - Fényes utakon - Igen (1996) - Elindultam szép hazámból - Mondd hogy igen - Zászlók a szélben (1997) - Legkisebb fiú - ... született - A rózsa vére (1997, filmzene album) - Tiszavirág - Két pont között - Rémület - Gyöngyharmat - Szörny-mese - Felhőnéző - Idézőjel - Üzenet (1998) Ezen az albumon jelent meg először dalszövege. A Méz áron kuckója és a John Lennon dalokat már teljes egészében Tóth Zoltán írta. - Méz Áron kuckója Az első dal, amit Tóth Zoltán énekel. - Feljön a nap az égen (szöveg: Cipő) - John Lennon - Minden itt van - Üdvözlöm, szép jó napot - - Az évtized dalai (1999) A három válogatás (Az évtized dalai – Szerelmes dalok; Az évtized dalai – Népi-zenei dalok; Az évtized dalai – Közérzeti dalok) album mindegyikén található egy-két új szerzemény is. - A Ne meneküljek dalt teljes egészében Tóth Zoltán írta, sőt, Cipővel együtt énekelte. - Boldogság.hu (1999) Ezen az albumon Tóth Zoltán már teljes dalokat hoz: - Négy indián - Ébredni hosszú álomból - Róka jár az udvaron - Ima a vándorokért - Lajhár - Só és cukor (2000) - Jöjj velem újra testvérem - Nem volt még soha így (a demóváltozaton Tóth Zoltán is énekelt) - Aranysárga fényével - Andante - Ég veled most - A reklám után (2001) - Csak ezt a dalt...(uzsedáré-uzsedom) - Díszítsetek fel! - Hangyadal - A vonat legutolsó kocsiján | - Mennyi még, Béla!? (2002) - Adtál elém sáros utat - Salam maana - A tested meghagyom - Ó kedves aszkéta - Egyetlen valóság - Törmelék (2003) Egyveleg 58 Republic dalból 6 „konténerbe” gyűjtve Tóth Zoltán összeállítása - Aki hallja, adja át!!! (2003) - Ez itt egy ló (Cipő szövegével) - Cédrus-ének - Hószitálás játszik... - Mohikán (2004) - Woodstock virágai - 1 Magyarország 1 Mennyország (2005) - Esős évszak - Lennék inkább önmagam - Kenyér vagy igazság (2006) - Csak játssz a szívemmel - A hátunk mögött a hó (A kezdő, régi-recsegős hangfelvétel, a német Lale Andersentől való, a légierő zenekarának kíséretében, melyet a második világháborúban katonai adóvá átalakított - a németek által elfoglalt - belgrádi rádióban sokat játszottak) - Ne fuss el és soha ne felelj - Fényes utakon (2007) - Aki az én barátom - Jó reggelt, jó reggel! - Tiszta udvar, rendes ház (2008) - Hintőpor - Róma - Párizsban - Ezer kincs, ezer nyár - A lassú képek városa - Új Republic-dalok (Balázsovits Edit, 2009) - Fut a folyó - Add rám örök ruhám - Az Isten ágyában - Hátha én vagyok - Felhőtűnő (Boros Csabával közös dal, a szöveg teljes egészében Tóth Zoltán műve) - Égi vadász (Patai Tamás zenéjéhez Tóth Zoltán írt szöveget) - Haiku (Mint hogyha nem volnánk) "A 2009-es lemezen próbáltam írni a szerelem természetéről, melyet én elég tágan értelmezek. Nem teszek kísérletet meghatározni, hogy pontosan mi, de én szerelemnek hívom a legapróbb kis hétköznapi vágyat, szenvedélyt is, mert pontosan ugyanaz a minőség, mint ami hagyományosan a szerelmet jelenti. Minden olyan kisebb vagy nagyobb dolog, ami egyáltalán benntart az életben. A szerelem maga az élet fenntartó ereje. Szóval még bőven jelen vagyok ebben a 'szerelemvilágban', de legalább ugyanannyira megvan bennem a vágy valamiféle átköltözésre. Vagy inkább átöltözésre a jelen színes maskarájából egy örök, időtlen ruhába, mint amilyen a szerzeteseknek van. Egyformán vonz az erdő és a város, mindkettő vagyok egyszerre. Lehet, hogy ez jól is van így." – vallja, Zoltán János könyvében - Köztársaság (2010) - Ezer tél - Szemében a csillagok (szöveg: Cipő) - Emberlelkű földeken (A Magyarország Története című ismeretterjesztő filmsorozat főcímdala) - Szép arcú jövő - Minden árnyék - Miért, maga bohóc? (2011) - Fekete függöny - Hógolyózzunk - Róma fényein túl - Gótika - Bólints Tibi! (2012) - Lőjél szét, Bruce Willis (zene: Patai Tamás) - Úgy megyünk - A hídon át (szöveg: Cipő) - Távolodó síneken - Ha elfogy majd a Hold (Kóborló szél) - Republic Klasszikusok (2012) Élveztem ezt a munkát. Kiváló alkalmam volt benne a precízkedésre való hajlam kiélésére, azaz az együttes hanganyag bizonyos egységeinek hangjegyről hangjegyre való megírására. Izgalmas tapasztalat, hogy hogyan legyen egyenként megírva több monofónikus vonós hangszer saját szólama, hogy majd együtt adják ki minden pillanatban a megfelelő összharmóniát az elektromos hangszerekkel. Engem ez érdekel leginkább, szeretem felfogni a zenét pillanatról pillanatra változó harmóniák sorozataként. – meséli Tóth Zoltán. |

## Díjai
- A Magyar Köztársasági Érdemrend tisztikeresztje (2010)